# Paul Ehrenberg (Maler)

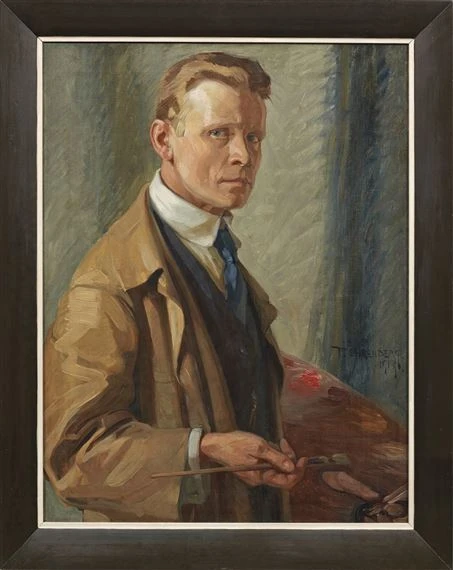
Paul Ehrenberg, Selbstporträt 1913

Emil Friedrich Paul Ehrenberg (* 8. August 1876 in Dresden; † 14. Oktober 1949 in Hof) war ein deutscher Maler.

## Leben
Er war Sohn des Malers Carl Ehrenberg und der ältere Bruder des Komponisten Carl Ehrenberg (1878–1962); die Brüder, die früh ihre Mutter verloren, wuchsen im Haus des Staatsarchivars Theodor Distel zusammen mit dessen Töchtern Hilde (* 1880) und Lilly (1882–1958) auf.
Ehrenberg studierte bei Friedrich Preller d. J. an der Dresdner Kunstakademie und bei Heinrich von Zügel an der Kunstakademie in München. Er war Mitglied der Luitpold-Gruppe und der Münchner Künstlergenossenschaft. Sein Werk, das zahlreiche impressionistische Porträts, Stillleben, Landschafts- und Tierbildnisse umfasste, wurde in Münchner Ausstellungen gezeigt. Ehrenberg war u. a. von 1940 bis 1944 mit neun Bildern auf allen Großen Deutschen Kunstausstellungen in München vertreten.
Er heiratete die Malerin Lilly Teufel, aus der später geschiedenen Ehe ging ein Kind hervor. Ehrenberg war auch ein ausgezeichneter Violinist.
Von 1899 bis 1904 hatte er eine intensive Freundschaft mit Thomas Mann, der ihm auch den neunten Teil seiner Buddenbrooks widmete. Beide waren sich in einem Münchner Salon begegnet. Ehrenberg studiert Tiermalerei, Thomas Mann ist Redakteur des «Simplicissimus» und schreibt an seinem ersten Roman «Buddenbrooks». Diese Freundschaft mit ihrer unerfüllten Homoerotik beschäftigte Thomas Mann noch bis ins hohe Alter, in dessen Tagebuch Ehrenberg als die „zentrale Herzenserfahrung meiner 25 Jahre“ bezeichnet wird. Er ist das Modell des Rudi Schwerdtfeger im Roman Doktor Faustus, wie der Figur des Hans Hansen in der Novelle Tonio Kröger, ebenso wie der des Joseph in Joseph und seine Brüder.